# 瓦朗坦·瓦舍罗
瓦朗坦·瓦舍罗（法語：Valentin Vacherot，1998年11月16日—）是一名法籍和摩納哥籍網球運動員，在2024年6月24日取得個人單打排名新高的110名，而最高雙打排名則是476名，在2023年2月20日取得。他亦代表摩納哥參加台維斯盃。他在2024年法国网球公开赛透過資格賽晉級成功，首次打進大滿貫會內賽。

## 個人生活
瓦舍罗的教練是已退役網球員，異兄弟邦雅曼·巴勒雷，瓦舍罗的表親是阿蒂尔·林德克内希。

## 巡迴賽決賽及冠軍
下述資訊一概出自ATP Tour官方網站的記載。

### 單打
| 賽事          |
| ------------- |
| 大滿貫 (0)    |
| ATP巡迴賽 (0) |
| 挑戰賽 (4)    |

| 賽果 | 日期      | 類型   | 巡迴賽       | 地面 | 對手            | 比分                    |
| ---- | --------- | ------ | ------------ | ---- | --------------- | ----------------------- |
| 冠軍 | 2022年8月 | 挑戰賽 | 泰國暖武里府 | 硬地 | 李黃南          | 6–3, 7–6(7–4)           |
| 冠軍 | 2024年1月 | 挑戰賽 | 泰國暖武里府 | 硬地 | 盧卡斯·普耶     | 3–2 ret.                |
| 冠軍 | 2024年1月 | 挑戰賽 | 泰國暖武里府 | 硬地 | 曼努埃尔·吉纳德 | 7–5, 7–6(7–4)           |
| 冠軍 | 2024年2月 | 挑戰賽 | 印度浦那     | 硬地 | 亚当·沃尔顿     | 3–6, 7–6(7–5), 7–6(7–5) |

## 外部連結
- 瓦朗坦·瓦舍罗（英文/西班牙文）的官方資料
- 瓦朗坦·瓦舍罗的官方资料
- 瓦朗坦·瓦舍罗 （页面存档备份，存于）在得克萨斯农工大学介紹